# Братский район (Иркутская область)
Бра́тский райо́н — административно-территориальное образование (район) и муниципальное образование (муниципальный район) в Иркутской области России.
Административный центр — город Братск (в состав района не входит).

## География
Братский район граничит с Усть-Илимским, Нижнеилимским, Усть-Удинским, Балаганским, Куйтунским, Тулунским, Нижнеудинским и Чунским районами Иркутской области.
Братский район приравнен к районам Крайнего Севера и находится вне зоны интенсивного освоения. Климат района резко континентальный.

## История
В первых документах по истории Братского района Иркутской области не только название исполнительных органов отличалось, но и территориальное подчинение. Лишь в октябре 1925 года на основании постановления ВЦИК СССР от 25 мая 1925 года проведено районирование Сибирского края.
Официально днём рождения Братского района считается 28 июня 1926 года.
Братский район в 1926 году — это таёжная окраина Восточно-Сибирского края, постоянное место ссылок, с территорией около 30 тыс. км2, с населением около 20 тыс. человек. Промышленности, как крупной, так и мелкой (за исключением кустарных мастерских) в районе на то время не было. 25 % населения было неграмотным, на территории имелись 5 читален, 33 красных уголка, одна библиотека, две кинопередвижки и одна радиоточка, выписывалось 1170 экземпляров газет и 690 экземпляров журналов (из отчёта райисполкома).
В 1934 году создана первая Братская машино-тракторная станция им. Кирова в с. Шаманово. В июле 1934 года начинает выходить районная газета «За большевистские колхозы»
В марте 1935 года часть территории Братского района отошла к вновь образуемому Тангуйскому району. В 1939 году Братский район впервые был представлен на ВДНХ.
Братский район послал на фронт более пяти тысяч братчан. За мужество и отвагу на фронтах Великой Отечественной войны трое братчан удостоены звания Героя Советского Союза — С. Б. Погодаев, Н. М. Дубынин, А. Ф. Шаманский.
В 1946 году 1300 жителей Братского района были награждены медалью «За доблестный труд в Великой Отечественной войне 1941—1945 гг.». В начале 1946 года на части территории Братского района, расположенной в верхнем течении р. Ангары образуется Заярский район.
В 1950-е годы в рамках постановления Совета Министров СССР от 17 января 1955 года «О наборе в Китайской Народной Республике рабочих для участия в коммунистическом строительстве и трудового обучения в СССР» на предприятиях и стройках района работали китайские рабочие.
К 1956 году строительство Братской ГЭС идёт полным ходом. Население района резко увеличивается. В декабре 1956 года п. Братск переименован в город и образуется Братский горисполком, а Братский райисполком ликвидируется в конце 1958 года. В 1959 году часть ликвидированного Тангуйского района отошла к Братскому району.
В декабре 1962 года в соответствии с постановлением ноябрьского Пленума ЦК КПСС «О развитии экономики СССР и перестройки партийного руководства» на II сессии Братского городского совета в целях дальнейшего совершенствования руководства народным хозяйством, улучшение обслуживания сельского населения Братский сельский район был выделен в самостоятельную единицу. 21 декабря 1962 года на сессии районного совета был избран исполнительный комитет районного сельского совета. В январе 1963 года для руководства в Братском районе вновь организован Братский райисполком.
В середине сентября 2011 года на территории Братска и Братского района произошла серия сильных лесных пожаров, что привело к сильнейшему задымлению Братска.

## Население
| \| 1939[9] \| 1959[10] \| 1970[11] \| 1979[12] \| 1989[13] \| 2002[14] \| 2009[15] \| \| -------- \| -------- \| -------- \| -------- \| -------- \| -------- \| -------- \| \| 27 888 \| ↗85 839 \| ↘69 610 \| ↗73 318 \| ↗76 945 \| ↘65 240 \| ↘61 525 \| \| 2010[16] \| 2011[17] \| 2012[17] \| 2013[18] \| 2014[19] \| 2015[20] \| 2016[21] \| \| ↘56 878 \| ↘56 635 \| ↘55 829 \| ↘55 072 \| ↘54 453 \| ↘53 817 \| ↘53 089 \| \| 2017[22] \| 2021[4] \| \| \| \| \| \| \| ↘52 223 \| ↘49 052 \| \| \| \| \| \| 10 000 20 000 30 000 40 000 50 000 60 000 70 000 80 000 90 000 1939 2002 2013 2021 |         |         |         |         |         |         |
| 1939 | 1959    | 1970    | 1979    | 1989    | 2002    | 2009    |
| 27 888 | ↗85 839 | ↘69 610 | ↗73 318 | ↗76 945 | ↘65 240 | ↘61 525 |
| 2010 | 2011    | 2012    | 2013    | 2014    | 2015    | 2016    |
| ↘56 878 | ↘56 635 | ↘55 829 | ↘55 072 | ↘54 453 | ↘53 817 | ↘53 089 |
| 2017 | 2021    |         |         |         |         |         |
| ↘52 223 | ↘49 052 |         |         |         |         |         |

Демография
С начала 1990-х гг. в районе наблюдается естественная убыль населения.
Половозрастная структура населения Братского района характеризуется следующим образом:
- доля мужского населения составляет 47,2 %, женского — 52,8 %;
- доля детей в возрасте до 16 лет в общей численности составляет 22,7 %;
- количество населения пенсионного возраста 16,4 %.

### Урбанизация
В городских условиях (город Вихоревка) проживают 44,28 % населения района.

## Экономика
Район приравнен к районам Крайнего Севера и находится вне зоны интенсивного освоения. Климат района резко континентальный с продолжительной холодной зимой и коротким летом.
Братский район — это лесной район, 2,5 млн га покрыта лесом. (75,7 %) от общей площади района. Общий запас древесины составляет 380,0 млн. м 3 (4 % от запаса области), из них в возрасте рубки — 238,0 млн. м3 (62 %). Расчетная лесосека- 4,0 млн. м3.
Район богат минерально-сырьевыми ресурсами — Братское газоконденсатное месторождение и Краснояровское железорудное месторождение.
Не задействован значительный природно-ресурсный потенциал района: ряд месторождений строительных материалов — Анзебинское — суглинков, «Участок Братский» — керамзитового сырья, Мургудонское-песчаников, «Участок N 7» — долерита, «Остров Зуй»- песка, 4 месторождения — песчано-гравийного материала.
Относительно благоприятное географическое положение района, в силу наличия центра района — г. Братска, крупнейшего в области промышленного города с развитой инфраструктурой. Наличие разветвленной сети автомобильных дорог, железнодорожного полотна.
Братский район имеет сравнительно хорошо развитую автодорожную сеть. Общая протяженность дорог района составляет 1,4 тыс. километров, из них дороги федерального значения имеют протяженность 216,5 км, дороги регионального значения −619 км.
Разводят коров (молочное скотоводство), птицу, свиней, лошадей, овец, коз. Выращивают рожь (озимую), пшеницу (яровую), ячмень (яровой), овес, кукурузу (корм), масличные культуры, горох, картофель, овощи, фрукты, ягодные, кормовые корнеплоды, однолетние и многолетние травы.
В 2020 году в Иркутской области в оборот введено 23 тыс. га залежных земель, из них 25 % в Братском районе.
В 2020 году в Братском районе достигли самой высокой в области урожайности маслосемян рапса 25,9 ц/га, валовый сбор составил 9,1 тысячу тонн, собрали 2100 тонн овощей открытого грунта
Сельскохозяйственные предприятия Братского района
Промысловые запасы рыбы весьма велики и оцениваются в 13,1 тыс. ц. в год. Подавляющая часть рыбных запасов представлена малоценными частиковыми видами — окунь и плотва, добыча которых отличается невысокой экономической эффективностью.
В рамках проекта Стратегии развития воздушного транспорта аэропорт в Братске включён в перечень мероприятий по реконструкции объектов аэропортового комплекса. Заключён государственный контракт с ФГУП «Администрация гражданских аэропортов (аэродромов)». Сейчас проводятся земляные работы с применение песчано-гравийных смесей и щебня и устройством электрических колодцев. Работы ведутся с начала 2020 года и их планируют закончить в 2022 году. Стоимость данного проекта составляет 1,2 млрд рублей.

## Муниципально-территориальное устройство
В муниципальный район входят 24 муниципальных образования, в том числе 1 городское поселение и 23 сельских поселения, а также 1 межселенная территория без какого-либо статуса муниципального образования:
| №         | Муниципальное образование | Административный центр | Количество населённых пунктов | Население (чел.) | Площадь (км²) |
| --------- | ------------------------- | ---------------------- | ----------------------------- | ---------------- | ------------- |
| 1e-06     | Городские поселения       |                        |                               |                  |               |
| 1         | Вихоревское               | город Вихоревка        | 1                             | ↘21 279          | 1325,87       |
| 1.000002  | Сельские поселения        |                        |                               |                  |               |
| 2         | Большеокинское            | село Большеокинское    | 2                             | ↘1490            | 877,72        |
| 3         | Добчурское                | посёлок Добчур         | 2                             | ↘916             | 1355,53       |
| 4         | Зябинское                 | посёлок Зяба           | 4                             | ↘844             | 1891,30       |
| 5         | Илирское                  | село Илир              | 4                             | ↘1470            | 595,63        |
| 6         | Калтукское                | село Калтук            | 2                             | ↘1534            | 517,91        |
| 7         | Карахунское               | посёлок Карахун        | 2                             | ↘748             | 2407,21       |
| 8         | Кежемское                 | посёлок Кежемский      | 2                             | ↘2089            | 2274,91       |
| 9         | Ключи-Булакское           | село Ключи-Булак       | 3                             | ↘2149            | 462,09        |
| 10        | Кобинское                 | село Кобь              | 1                             | ↘450             | 312,75        |
| 11        | Кобляковское              | село Кобляково         | 6                             | ↘1452            | 2743,49       |
| 12        | Куватское                 | деревня Куватка        | 1                             | ↘755             | 290,30        |
| 13        | Кузнецовское              | село Кузнецовка        | 2                             | ↘1080            | 411,05        |
| 14        | Наратайское               | посёлок Наратай        | 1                             | ↘381             | 1263,16       |
| 15        | Озёрнинское               | посёлок Озёрный        | 2                             | ↘619             | 2030,36       |
| 16        | Покоснинское              | село Покосное          | 2                             | ↘2957            | 1306,37       |
| 17        | Прибойнинское             | посёлок Прибойный      | 2                             | ↘577             | 709,69        |
| 18        | Прибрежнинское            | посёлок Прибрежный     | 4                             | ↘2743            | 1226,15       |
| 19        | Тангуйское                | село Тангуй            | 6                             | ↘3149            | 1091,43       |
| 20        | Тарминское                | посёлок Тарма          | 1                             | ↘922             | 723,20        |
| 21        | Турманское                | посёлок Турма          | 1                             | ↘1873            | 2916,41       |
| 22        | Тэмское                   | село Тэмь              | 2                             | ↘773             | 1035,98       |
| 23        | Харанжинское              | посёлок Харанжино      | 3                             | ↘1193            | 2013,56       |
| 24        | Шумиловское               | посёлок Шумилово       | 1                             | ↘598             | 1055,85       |
| 24.000003 |                           |                        |                               |                  |               |
| 24.000004 | межселенная территория    |                        | 2                             |                  |               |

В июле 2018 года было упразднено Тынкобское сельское поселение, а его территория преобразована в межселенную территорию.

### Населённые пункты
В Братском районе 59 населённых пунктов
| №  | Населённый пункт  | Тип     | Население | Муниципальное образование                 |
| -- | ----------------- | ------- | --------- | ----------------------------------------- |
| 1  | Александровка     | село    | ↘583      | Тангуйское муниципальное образование      |
| 2  | Анчирикова        | деревня | ↘8        | Кобляковское сельское поселение           |
| 3  | Бада              | деревня | ↗241      | Тангуйское муниципальное образование      |
| 4  | Бамбуй            | посёлок | ↘18       | Кузнецовское сельское поселение           |
| 5  | Барчим            | деревня | ↘176      | Тэмское муниципальное образование         |
| 6  | Большеокинское    | село    | ↗1101     | Большеокинское муниципальное образование  |
| 7  | Боровской         | посёлок | ↘440      | Зябинское сельское поселение              |
| 8  | Булак             | деревня | ↘5        | Прибрежнинское сельское поселение         |
| 9  | Бурнинская Вихоря | посёлок | ↗314      | Кобляковское сельское поселение           |
| 10 | Вихоревка         | город   | ↗21 719   | Вихоревское муниципальное образование     |
| 11 | Воробьёво         | деревня | ↘8        | Тангуйское муниципальное образование      |
| 12 | Добчур            | посёлок | ↘1041     | Добчурское муниципальное образование      |
| 13 | Дубынино          | село    | ↗259      | Кобляковское сельское поселение           |
| 14 | Зарбь             | село    | ↘219      | Тангуйское муниципальное образование      |
| 15 | Зяба              | посёлок | ↘475      | Зябинское сельское поселение              |
| 16 | Илир              | село    | ↘1119     | Илирское сельское поселение               |
| 17 | Калтук            | село    | ↘1746     | Калтукское сельское поселение             |
| 18 | Карай             | деревня | ↘62       | Илирское сельское поселение               |
| 19 | Карахун           | посёлок | ↘638      | Карахунское сельское поселение            |
| 20 | Кардой            | деревня | ↘357      | Илирское сельское поселение               |
| 21 | Кежемский         | посёлок | ↘1635     | Кежемское муниципальное образование       |
| 22 | Ключи-Булак       | село    | ↘1361     | Ключи-Булакское муниципальное образование |
| 23 | Кобляково         | село    | ↘766      | Кобляковское сельское поселение           |
| 24 | Кобь              | село    | ↘450      | Кобинское сельское поселение              |
| 25 | Куватка           | деревня | ↘755      | Куватское сельское поселение              |
| 26 | Кузнецовка        | село    | ↘1085     | Кузнецовское сельское поселение           |
| 27 | Кумейка           | деревня | ↗439      | Ключи-Булакское муниципальное образование |
| 28 | Леонова           | деревня | ↗474      | Ключи-Булакское муниципальное образование |
| 29 | Луговой           | посёлок | ↘100      | Илирское сельское поселение               |
| 30 | Мамырь            | посёлок | ↘560      | Кежемское муниципальное образование       |
| 31 | Наратай           | посёлок | ↘381      | Наратайское сельское поселение            |
| 32 | Новодолоново      | посёлок | ↘498      | Большеокинское муниципальное образование  |
| 33 | Новое Приречье    | деревня | ↘326      | Прибрежнинское сельское поселение         |
| 34 | Озёрный           | посёлок | ↘648      | Озёрнинское сельское поселение            |
| 35 | Октябрьск         | посёлок | ↘154      | Харанжинское сельское поселение           |
| 36 | Пашенный          | посёлок | ↗21       | Зябинское сельское поселение              |
| 37 | Первомайский      | посёлок | ↘2        | Озёрнинское сельское поселение            |
| 38 | Подвыездный       | посёлок | →10       | Зябинское сельское поселение              |
| 39 | Покосное          | село    | ↘2944     | Покоснинское сельское поселение           |
| 40 | Прибойный         | посёлок | ↘661      | Прибойнинское сельское поселение          |
| 41 | Прибрежный        | посёлок | ↘2535     | Прибрежнинское сельское поселение         |
| 42 | Придорожный       | посёлок | ↘0        | Кобляковское сельское поселение           |
| 43 | Сахорово          | посёлок | ↗288      | Кобляковское сельское поселение           |
| 44 | Сосновый          | посёлок | ↘288      | Покоснинское сельское поселение           |
| 45 | Тангуй            | село    | ↗1887     | Тангуйское муниципальное образование      |
| 46 | Тарма             | посёлок | ↘922      | Тарминское сельское поселение             |
| 47 | Туковский         | посёлок | →0        | Харанжинское сельское поселение           |
| 48 | Турма             | посёлок | ↘1873     | Турманское сельское поселение             |
| 49 | Тынкобь           | посёлок | ↘203      | межселенная территория                    |
| 50 | Тэмь              | село    | ↘656      | Тэмское муниципальное образование         |
| 51 | Харанжино         | посёлок | ↘1248     | Харанжинское сельское поселение           |
| 52 | Хахарей           | деревня | ↘0        | Добчурское муниципальное образование      |
| 53 | Хвойный           | посёлок | →0        | межселенная территория                    |
| 54 | Худобок           | деревня | ↘423      | Тангуйское муниципальное образование      |
| 55 | Черемшанка        | посёлок | ↘0        | Калтукское сельское поселение             |
| 56 | Чистый            | посёлок | ↘9        | Прибойнинское сельское поселение          |
| 57 | Чистяково         | посёлок | ↘75       | Прибрежнинское сельское поселение         |
| 58 | Шумилово          | посёлок | ↘598      | Шумиловское сельское поселение            |
| 59 | Южный             | посёлок | ↘195      | Карахунское сельское поселение            |

## Местное самоуправление
Первые секретари Братского районного комитета КПСС
- 1925—1927 — Николай Тихонович Федоров[27].
- 1927—1930 — Иван Рагозин (1900—1976)
- 1933—1936 — Анда Дрейзеншток (1896—1975)
- 1936—1937 — Павел Малышев (1889—1938)
- 1941 — В. М. Цимбал
- 1941—1942 — Н. Горошников
- 1942—1945 — Николай Михайлович Мельников
- 1945 год — Леонид Тихонович Баранов
- 1949 год — Александр Тимофеев (1912—1979)
- 1957 год — Михаил Кузнецов (1910)
- 1963—1975 — Василий Сазонов (1912—1977)
- 1975—1987 — Валентин Павлович Белик (1929—1997)
- 1987—1991 — Евгений Адамович Рульков (1950)

Председатели исполнительного комитета Братского районного Совета депутатов
- 1926—1929 — Фаддей Черемисин (1894—1979)
- 1930 — Иван Яблочкин (1894—1938)
- 1930—1931 — Иван Дорофеев (1895—1945)
- 1931—1933 — Филипп Земченко (1896—1978)
- 1934—1937 — Андрей Горюнов (1896—1941)
- 1938—1942 — Петр Деренч (1915—?)
- 1942—1944 — Иван Мамонтов (1903-?)
- 1944—1945 — Егор Ковалевский (1893-?)
- 1945—1946 — Дмитрий Пильников (1904-?)
- 1947—1949 — Александр Глинский (1910—1986)
- 1949—1953 — Борис Хромовских (1912—1974)
- 1953—1958 — Федор Оглоблин (1912—1987)
- 1962—1969 — Дмитрий Медведев (1920—1975)
- 1969—1985 — Григорий Беломестных (1923—1998)
- 1985—1991 — Сергей Степанов (1948)

Главы администрации / мэры Братского района
- 1991—1998 — Сергей Степанов (1948)
- 1998—2002 — Николай Качан (1955)
- 2002—2015 — Александр Старухин (1959)
- 2015—2020 — Алексей Баловнев (1963)
- 2020 — н/в — Александр Дубровин (1978)

## Транспортная инфраструктура
Район пересекают железнодорожная магистраль Тайшет — Братск — Лена (БАМ) и главные территориальные автодороги: Тулун — Братск — Усть-Кут, Братск — Усть-Илимск, Тайшет — Чуна — Братск, Седаново — Кодинск, а также водный путь по Братскому водохранилищу, связывающий Братск с Иркутском, и по Усть-Илимскому водохранилищу.